# 23218 Puttachi
23218 Puttachi è un asteroide della fascia principale. Scoperto nel 2000, presenta un'orbita caratterizzata da un semiasse maggiore pari a 2,9361598 UA e da un'eccentricità di 0,0561166, inclinata di 0,81415° rispetto all'eclittica.